# IC 3386
IC 3386 ist eine elliptische Zwerggalaxie vom Hubble-Typ dE im Sternbild Jungfrau an der Ekliptik. Sie ist schätzungsweise 77 Millionen Lichtjahre von der Milchstraße entfernt und hat einen Durchmesser von etwa 15.000 Lichtjahren. Unter der Katalognummer VCC 1101 ist sie als Mitglied des Virgo-Galaxienhaufens aufgeführt. 

Im selben Himmelsareal befinden sich u. a. die Galaxien NGC 4435, NGC 4443, NGC 4458, NGC 4461.
Das Objekt wurde am 10. Mai 1904 vom US-amerikanischen Astronomen Royal Harwood Frost entdeckt.